# Comarca de Chantada
Chantada is een comarca van de Spaanse provincie Lugo, gelegen in de autonome regio Galicië. De hoofdstad is Chantada.

## Gemeenten
Carballedo, Chantada en Taboada.